# ويليام إل. بيرد
ويليام إل. بيرد (بالإنجليزية: William L. Baird)‏ هو سياسي أمريكي، ولد في 29 يوليو 1843 بلين في الولايات المتحدة، وتوفي في 7 يوليو 1916 في الولايات المتحدة. حزبياً، نشط في الحزب الجمهوري.